# 国鉄タキ9600形貨車
国鉄タキ9600形貨車（こくてつタキ9600がたかしゃ）は、かつて日本国有鉄道（国鉄）に在籍した私有貨車（タンク車）である。
本形式から改番され別形式となったタキ9050形、本形式と同じ専用種別であるタキ9450形についても本項目で解説する。

## タキ9600形
タキ9600形はセメント専用の30t 積タンク車として1963年（昭和38年）5月10日に10両（コタキ9600 - コタキ9609）、1966年（昭和41年）12月19日に10両（コタキ9610 - コタキ9619）の合計20両が日本車輌製造1社のみにて製作された私有貨車である。
記号番号表記は特殊標記符号「コ」（全長 12m 以下）を前置し「コタキ」と標記する。
所有者は、第一セメント、日本セメントの2社であり常備駅はそれぞれ神奈川県の浜川崎駅、埼玉県の高麗川駅であった。
後期形は前期形に比べやや小振りであり構造的に異なる部分が多数あった。
1967年（昭和42年）に何故か10両（コタキ9610 - コタキ9619）の改番が行われタキ9050形（後述）へとなった。
普通鋼（一般構造用圧延鋼材）製のタンク体は台枠中央に向かって緩やかに傾斜し、半円筒状の上半部と平面の下半部で構成される「カマボコ形」のタンク断面を有する。この独特な構造は本形式以降タキ3800形、タキ5300形へと発展していった。
荷役方式はエアスライド式であり、上入れ、下出し式である。
全長は9,900mm、全幅は2,600mm、全高は3,740mm、タンク実容積は27.3m3、自重は17.3t、換算両数は積車5.0、空車1.8であり、台車はベッテンドルフ式のTR41Cである。
1985年（昭和60年）9月13日にタキ9600形として残った全車10両が一斉に廃車となり、同時に形式消滅となった。

## タキ9050形
タキ9050形はセメント専用の30t 積タンク車として1967年（昭和42年）頃タキ9600形より10両（コタキ9610 - コタキ9619）が改番されタキ9050形（コタキ9050 - コタキ9059）となった。改番の理由は不明である。
記号番号表記は特殊標記符号「コ」（全長 12m 以下）を前置し「コタキ」と標記する。
所有者は、タキ9600形時代より変更なく日本セメントの1社のみであり常備駅は、埼玉県の高麗川駅であった。1969年（昭和44年）6月に4両（コタキ9056 - コタキ9059）が江差線の上磯駅へ移動した。この4両は同年7月にスクリューコンベアを設置した。
1976年（昭和51年）4月に2両（コタキ9050、コタキ9051）が除籍され、東武鉄道に移籍し同社のタキ201形（コタキ201、コタキ202）となった。
タキ9600形として落成より20年後の1986年（昭和61年）11月29日に最後まで在籍した4両（コタキ9056 - コタキ9059）が廃車となり、同時に形式消滅となった。

## タキ9450形
タキ9450形はセメント専用の30t 積タンク車として1967年（昭和42年）3月13日に4両（コタキ9450 - コタキ9453）が川崎車輛にて製作された。
記号番号表記は特殊標記符号「コ」（全長 12m 以下）を前置し「コタキ」と標記する。
所有者は、日本セメントでありその常備駅は埼玉県の高麗川駅であった。
全長は9,600mm、全幅は2,538mm、全高は3,712mm、タンク実容積は27.0m3、自重は15.6t、換算両数は積車4.5、空車1.6である。台車はベッテンドルフ式のTR41Cであったがその後TR41Dに改造された。
1986年（昭和61年）11月29日に最後まで在籍した3両（コタキ9451 - コタキ9453）が廃車となり、同時に形式消滅となった。